# Synagoge (Dolní Cetno)
Koordinaten: 50° 24′ 18,9″ N, 14° 48′ 10,6″ O

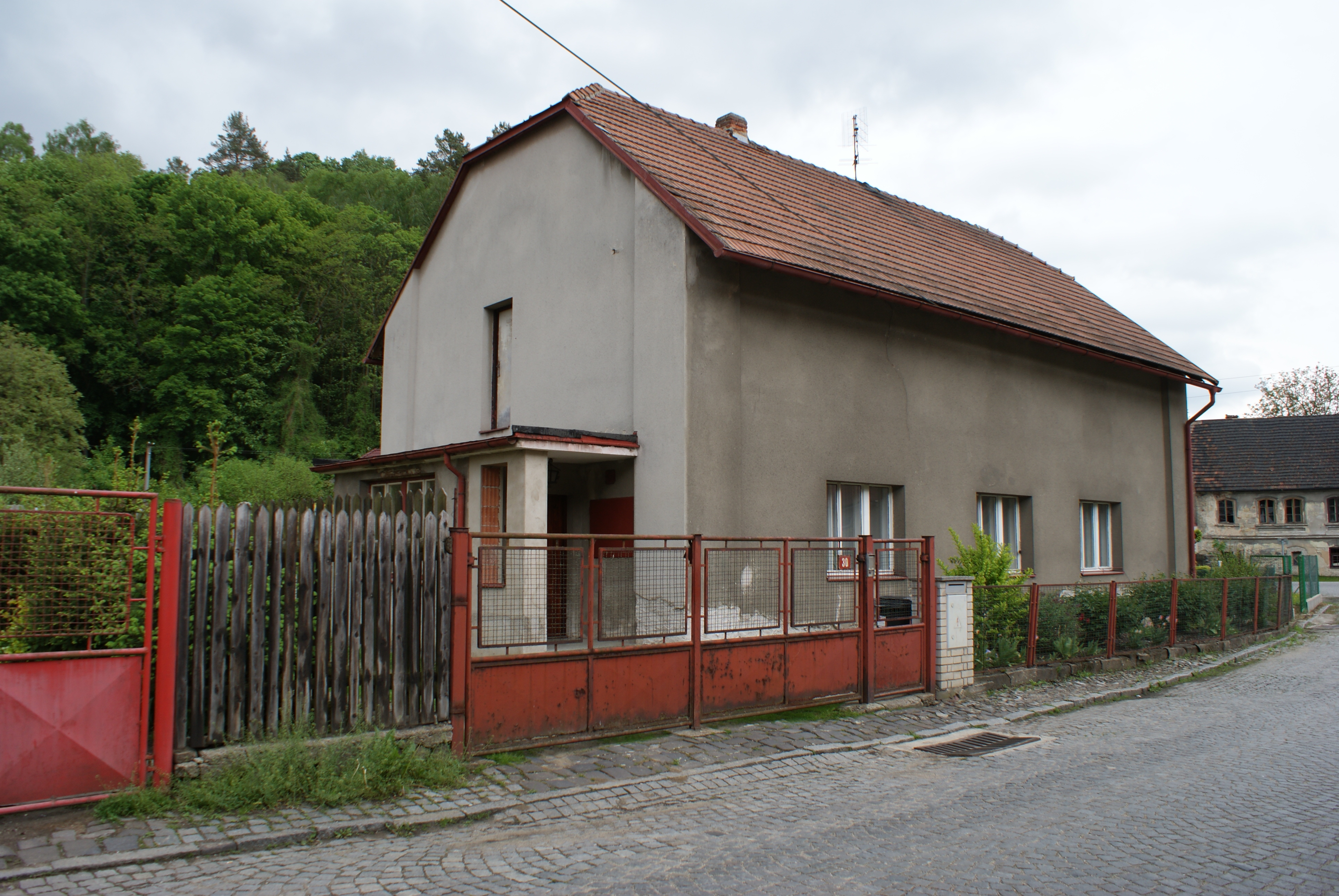
Ehemalige Synagoge in Dolní Cetno

Die Synagoge in Dolní Cetno (deutsch Unter-Zetno), einer tschechischen Gemeinde im Okres Mladá Boleslav, wurde 1872/73 errichtet. Die profanierte Synagoge wurde zu einem Wohnhaus umgebaut.